# Cytheropteron alatoides
Cytheropteron alatoides is een mosselkreeftjessoort uit de familie van de Cytheruridae. De wetenschappelijke naam van de soort is voor het eerst geldig gepubliceerd in 1929 door Blake.